# Крвавчий Врх
Крвавчий Врх (словен. Krvavčji Vrh) — поселення в общині Семич, регіон Південно-Східна Словенія, Словенія.